# Wahlbezirk Österreich unter der Enns 24
Der Wahlbezirk Österreich unter der Enns 24 war ein Wahlkreis für die Wahlen zum Abgeordnetenhaus im österreichischen Kronland Österreich unter der Enns. Der Wahlbezirk wurde 1907 mit der Einführung der Reichsratswahlordnung geschaffen und bestand bis zum Zusammenbruch der Habsburgermonarchie.

## Geschichte
Nachdem der Reichsrat im Herbst 1906 das allgemeine, gleiche, geheime und direkte Männerwahlrecht beschlossen hatte, wurde mit 26. Jänner 1907 die große Wahlrechtsreform durch Sanktionierung von Kaiser Franz Joseph I. gültig. Mit der neuen Reichsratswahlordnung schuf man insgesamt 516 Wahlbezirke, wobei mit Ausnahme Galiziens in jedem Wahlbezirk ein Abgeordneter im Zuge der Reichsratswahl gewählt wurde. Der Abgeordnete musste sich dabei im ersten Wahlgang oder in einer Stichwahl mit absoluter Mehrheit durchsetzen. Der Wahlkreis Österreich unter der Enns 24 umfasste den 14. Wiener Gemeindebezirk Rudolfsheim, heute Teil des 15. Bezirks Rudolfsheim-Fünfhaus.
Aus der Reichsratswahl 1907 ging im ersten Wahlgang der Sozialdemokrat Ferdinand Skaret als Sieger hervor. Er konnte sein Mandat bei der Reichsratswahl 1911 erfolgreich im ersten Wahlgang verteidigen.

## Wahlergebnisse

### Reichsratswahl 1907
Die Reichsratswahl 1907 wurde am 14. Mai 1907 (erster Wahlgang) durchgeführt. Die Stichwahl entfiel auf Grund der absoluten Mehrheit von Ferdinand Skaret im ersten Wahlgang.
| Kandidat                                                                       | Partei                                   | Wahlkreis- stimmen | Stimmen- anteil |
| ------------------------------------------------------------------------------ | ---------------------------------------- | ------------------ | --------------- |
| Ferdinand Skaret                                                               | Sozialdemokratische Arbeiterpartei       | 9051               | 51,6 %          |
| J. Habicher                                                                    | Christlichsoziale Partei                 | 8132               | 46,3 %          |
| Worlicek/Pater Stojan                                                          | tschechische Kandidaten                  | 170                | 1,0 %           |
|                                                                                | deutsch-nationale/alldeutsche Kandidaten | 54                 | 0,3 %           |
| Sonstige                                                                       |                                          | 138                | 0,8 %           |
| Wahlberechtigte: 19.242, Ungültige/Leere Stimmen: 326, Wahlbeteiligung: 92,9 % |                                          |                    |                 |

### Reichsratswahl 1911
Die Reichsratswahl 1911 wurde am 13. Juni 1911 (erster Wahlgang) durchgeführt. Die Stichwahl entfiel auf Grund der absoluten Mehrheit für Ferdinand Skaret im ersten Wahlgang.
| Kandidat                                                                       | Partei                                       | Wahlkreis- stimmen | Stimmen- anteil |
| ------------------------------------------------------------------------------ | -------------------------------------------- | ------------------ | --------------- |
| Ferdinand Skaret                                                               | Sozialdemokratische Arbeiterpartei           | 10064              | 55,2 %          |
| Leopold Brauneiß                                                               | Christlichsoziale Partei                     | 4228               | 23,2 %          |
| Ferdinand Krikawa                                                              | Christlichsozialer "Arbeiter"-Kandidat       | 2564               | 14,1 %          |
| Andreas Jirschik                                                               | Kandidat des gewerblichen Zentralausschusses | 484                | 2,7 %           |
| Wenzel Vorlicek                                                                | tschechisch-nationaler Kandidat              | 332                | 1,8 %           |
| Krisch                                                                         | deutsch-nationaler Kandidat                  | 305                | 1,7 %           |
| Alexander von Dorn                                                             | deutsch-freiheitliche Kandidaten             | 82                 | 0,74 %          |
| Schmitz                                                                        | deutsch-nationaler Kandidat                  | 62                 | 0,3 %           |
| Sonstige                                                                       |                                              | 126                | 0,7 %           |
| Wahlberechtigte: 20.235, Ungültige/Leere Stimmen: 824, Wahlbeteiligung: 94,2 % |                                              |                    |                 |